# Сидирокастронская митрополия
Сидирокастронская митрополия (греч. Ιερά Μητρόπολις Σιδηροκάστρου) — одна из епархий так называемых «Новых земель», находящаяся одновременно в административном управлении Элладской православной церкви, а в духовном — в ведении Константинопольского патриархата. Епархиальный центр расположен в городе Сидирокастрон в Греции.

## История
Митрополия включает в себя лишь часть существовавшей ранее исторической Мелникской епархии, территория которой в настоящее время расположена в Болгарии. Сегодняшнее название епархия получила 17 ноября 1922 года.

## Управляющие
- Парфений (Галляс)[вд] (3 сентября 1913 — 29 июня 1921)
- Николай (Папаниколау) (июнь 1921 — февраль 1922) в/у, еп. Неапольский
- Хризостом (Кавуридис) (22 февраля — 17 ноября 1922)
- Неофит (Апостолидис)[вд] (30 ноября 1922 — 6 марта 1929)
- Василий (Мангриотис)[вд] (9 декабря 1930 — 24 январь 1967)
- Иоанн (Папалис)[вд] (7 июня 1967 — 8 октября 2001)
- Макарий (Филофеу) (с 16 декабря 2001)